# Ladislava Bakanic
Ladislava Bakanic (Nova Iorque, 2 de maio de 1924 - White Plains, 26 de fevereiro de 2021) foi uma ginasta que competiu em provas de ginástica artística pelos Estados Unidos.
Bakanic foi a primeira medalhista norte-americana em uma edição olímpica da ginástica artística feminina. Junto as companheiras Marian Barone, Consetta Carruccio-Lenz, Dorothy Dalton, Meta Elste-Neumann, Helen Schifano, Clara Schroth-Lomady e Anita Simonis, foi superada pelas tchecas e húngaras, conquistando o bronze nas Olimpíadas de Londres, na única prova feminina disputada: a por equipes.

## Morte
Morreu em White Plains no dia 26 de fevereiro de 2021.